# 小倉一郎 (ディレクター)
小倉 一郎（おぐら いちろう 1928年生-2008年没）は、元日本放送協会職員。ディレクターなどとして顕著な活動を行った。テレビ番組制作の草創期にあって、日本のドキュメンタリー番組の骨格を作り上げた一人。
日本の素顔シリーズ99集となる「奇病のかげに」は、公害という概念すらなく、水俣病の原因すら特定されていなかった時期に現地に乗り込んで制作した番組であり大反響を得た。水上勉は、この放送からインスピレーションを受け、水俣病を題材とする推理小説『海の牙』を執筆した。

## 経歴
- 1944年 - 陸軍予科士官学校に入校
- 1949年 - 日本放送協会に入社。大阪局を振り出しにラジオ番組の制作を担当。
- 1958年 - 東京の教育局に移動し、日本の素顔シリーズの制作に加わる。
- 1959年 - 日本の素顔シリーズ「奇病のかげに」を制作。
- 1964年 - ドキュメンタリー番組「ある人生」シリーズ製作に参加。
- 1965年 - プロデューサーになる。以後、大阪の教育部長などに昇進。
- 1984年 - 考査室次長職を以って日本放送協会を退職。
- 2002年 - 放送人の証言（TVドキュメンタリーの歴史）を収録。
- 2008年7月13日 - 死去

## その他
- 1964年、「ある人生」のシリーズで、当時天才ライダーと呼ばれていた伊藤史朗の日常を描く番組を制作したが、放送直前に伊藤が銃砲刀剣類所持等取締法違反で逮捕されたため放送中止となっている。
- 21世紀の現代の視点から見れば、テレビ草創期ゆえに過剰な仕込みもみられた。日本放送協会出身の経済学者である池田信夫は、出世作となった「奇病のかげに」タイトルバックで、震える手で水を飲んでいるの小倉一郎本人であると指摘している[2]。